# Ofelia Fernández
Ofelia Fernández (née le 14 avril 2000 à Buenos Aires) est une femme politique et militante féministe argentine.
Elle est la plus jeune membre de l'Assemblée législative de la ville de Buenos Aires, élue le 27 octobre 2019, à 19 ans.

## Biographie

### Jeunesse
Ofelia Fernández naît le 14 avril 2000 à Buenos Aires. Son père est musicien et sa mère employée du bureau de change. Elle fait ses études secondaires à l'École supérieure de commerce Carlos Pellegrini, où elle est élue la plus jeune présidente du Centro de Estudiantes en octobre 2016. En 2016, elle défend l'occupation des lycées contre une réforme de l'éducation.

### Carrière politique
Ofelia Fernandez est la plus jeune oratrice invitée au contre-sommet du G20 organisé par le Conseil latino-américain des sciences sociales en novembre 2018.
Elle participe aux manifestations de soutien au droit à l'avortement en Argentine. Elle prend la parole lors des débats du projet de loi au Congrès national pour légaliser l'avortement et le rendre gratuit. Elle est alors surnommée la « voix des adolescentes ». Elle est depuis décrite comme une figure importante du mouvement pro-avortement en Argentine. Du fait de son asthme, elle ne participe pas à tous les rassemblements pro-avortement organisés.
Ofelia Fernández est la troisième candidate de la liste du parti de la coalition péroniste Frente de Todos pour les élections législatives de 2019,. Elle vote pour la première fois lors des élections primaires en août de la même année. Elle a été élue à l'Assemblée législative de la ville de Buenos Aires le 27 octobre 2019. Son mandat commence le 10 décembre. À la suite de son élection, elle est désignée par plusieurs articles comme la « plus jeune législatrice d'Amérique latine, ».